# Selva (De Baleariske Øer)
Selva er en by og kommune i det østlige Spanien på øen Mallorca i provinsen De Baleariske Øer. Den har et indbyggertal på 4.294 (2024) indbyggere.